# 시델 노엘
시델 노엘(영어: Sydelle Noel)은 미국의 배우이자 전 육상 선수이다. 드라마 《글로우: 레슬링 여인 천하》에 출연했다.

## 텔레비전
- 크리스는 괴로워
- 프라이빗 프랙티스
- 크리미널 마인드: 워싱턴 D.C.
- 본즈 (드라마)
- 엑스턴트
- 나이트 시프트
- 글로우: 레슬링 여인 천하
- 애로우: 어둠의 기사
- WWE 스맥다운
- 루폴의 드래그 레이스

## 영화
- 블랙 팬서 (영화)